# Lagunas de Alcoba y Horcajo de Los Montes
Lagunas de Alcoba y Horcajo de Los Montes este o arie protejată (arie specială de conservare — SAC, sit de importanță comunitară — SCI) din Spania întinsă pe o suprafață de 20,11 ha, integral pe uscat.

## Localizare
Centrul sitului Lagunas de Alcoba y Horcajo de Los Montes este situat la coordonatele 39°16′44″N 4°27′35″W / 39.2789°N 4.4596°V.

## Înființare
Situl Lagunas de Alcoba y Horcajo de Los Montes a fost declarat sit de importanță comunitară în martie 2004 pentru a proteja 23 de specii de animale. Situl a fost protejat și ca arie specială de conservare în mai 2015.

## Biodiversitate
Situată în ecoregiunea mediteraneană, aria protejată conține 7 habitate naturale: Păduri de Quercus ilex și Quercus rotundifolia, Tufărișuri termo-mediteraneene și de pre-deșert, Iazuri temporare mediteraneene, Ape puternic oligomezotrofe cu vegetație bentonică cu Chara spp., Dehesas cu Quercus spp. perene, Pajiști umede mediteraneene cu ierburi înalte de Molinio-Holoschoenion, Lacuri eutrofice naturale cu vegetație de tip Magnopotamion sau Hydrocharition.
La baza desemnării sitului se află mai multe specii protejate:
- păsări (22): fluierar de munte (Actitis hypoleucos), rață mare (Anas platyrhynchos), stârc cenușiu (Ardea cinerea), stârc galben (Ardeola ralloides),  prundaș gulerat mic (Charadrius dubius), barză albă (Ciconia ciconia), barză neagră (Ciconia nigra), egretă mică (Egretta garzetta), lișiță (Fulica atra), becațină comună (Gallinago gallinago), găinușă de baltă (Gallinula chloropus), cocor (Grus grus), piciorong (Himantopus himantopus), bătăuș (Philomachus pugnax), cristei de baltă (Rallus aquaticus), turturică (Streptopelia turtur), corcodel mic (Tachybaptus ruficollis), fluierar de mlaștină (Tringa glareola), fluierar cu picioare verzi (Tringa nebularia), fluierarul de zăvoi (Tringa ochropus), fluierarul cu picioare roșii (Tringa totanus), nagâț (Vanellus vanellus)
- amfibieni (1): Discoglossus galganoi

Pe lângă speciile protejate, pe teritoriul sitului au mai fost identificate 3 specii de plante, 1 specie de amfibieni.